# Eras
Eras is een modern schreefloos lettertype, ontworpen door Albert Boton en Albert Hollenstein van het Franse Studio Hollenstein. Het is aanvankelijk in 1969 uitgegeven bij letteruitgeverij Wagner, daarna vanaf 1976 door International Typeface Corporation en momenteel gelicenseerd bij Linotype. Het lettertype staat ook bekend als ITC Eras.

## Eigenschappen
Een kenmerkende eigenschap van Eras is zijn lichte overhelling van 3 graden, maar het lettertype wordt daardoor niet cursief genoemd.
De rondingen (kommen) van de letters a, P, R, en cijfers 6 en 9 zijn open, dat ook karakteristiek is voor Eras. Het lettertype heeft een redelijke grote x-hoogte, zoals vele ITC fonts. De lettertypefamilie heeft ook verschillende diktes van 'Light' tot 'Ultra Bold'.
Het lettertype leent zich goed voor met name reclamedrukwerk, huisstijl en logo's, en is toch ook geschikt voor niet te lange bulktekst.

## Toepassing
Eras wordt onder meer toegepast in
- de huisstijl van Telecom Italia Mobile (TIM);
- het embleem en afbeelding van de FIFA World Cup 1998 in Frankrijk;
- de videogame Tekken Tag Tournament;
- sommige versies van Microsoft Word en Microsoft Windows als Truetype font.